# 王島
78°56′N 28°35′E / 78.933°N 28.583°E

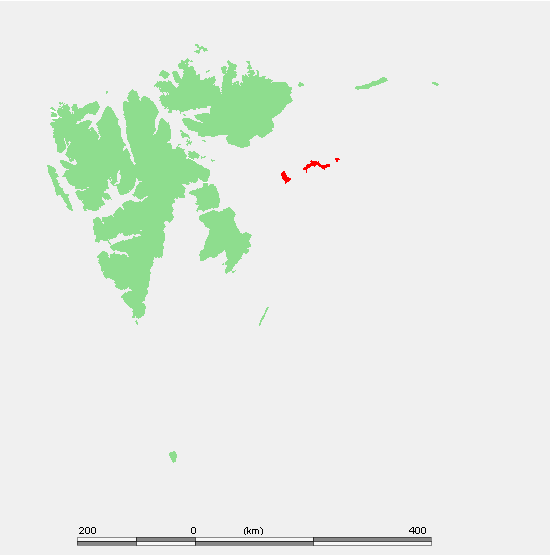

王島是挪威的島嶼，位於該國北部大西洋，由斯匹茲卑爾根群島負責管轄，面積191平方公里，海岸線長度132公里，最高點海拔高度320米，島上無人居住。